# 陳振中

陳振中（1932年—），臺灣資深媒體人。曾任廣播電台播音員、廣播電台導播與電視台導播，原籍北平市。

## 簡歷
陳振中年輕時原本曾打算投身中華民國空軍，並曾就讀中華民國空軍軍官學校，後因故轉學，於東吳大學政治學系畢業。
陳振中曾任正義之聲廣播電台播音員、中央廣播電台播音員、中華廣播電台導播、復興廣播電台導播。在臺灣電視公司籌備期間考取播音員資格進入台視，並自1962年台視開播時即擔任每日開播詞、節目名稱字卡男性旁白及政令宣導字卡男性旁白。1962年至1990年代，當時台視每日全天或午、晚間節目開播時的開播詞為：「臺灣電視公司，現在開始今天晨間/午間/晚間的各項電視節目。」1982年10月10日，台視播出中華民國71年國慶暨台視開播20週年特別節目《雙十雙十》，陳振中為受訪者之一，畫面右側打出字幕「台視第一聲 陳振中」。
陳振中曾擔任台視不少電視劇的旁白，如1982年八點檔連續劇《不要說再見》各集開場旁白、1983年八點檔連續劇《星星知我心》第一集播放主題曲之前的導言等。《台視影集》開場動畫的旁白「台視影集，有口皆碑」，與1990年代國際視聽傳播公司代理老三台節目錄影帶「原版正帶」反盜版宣傳片旁白，也是出自陳振中的聲音。
1986年，台視在臺北市中華體育館為楊麗花舉辦晚會《楊麗花千萬個感謝》，陳振中等四人擔任策劃，陳振中擔任開場旁白。
陳振中在台視歷任導播、導播組副組長、管理組副組長、管理組組長、公共關係組組長、人事室主管、行政部主管至屆齡退休，退休後移居美國舊金山。2022年4月，台視開播60週年特別節目《台視60 風華再現》，陳振中受訪並重現開播詞。
陳振中擔任導播的台視節目：
- 連續劇《滿園春》
- 連續劇《少年遊》（與史邊城、趙石堯同任導播）
- 連續劇《金鳳凰》（與張穀興同任導播）
- 連續劇《梅嶺飄香》（與張穀興同任導播）
- 連續劇《再生緣》
- 綜藝節目《小人物狂想曲》

## 相關事蹟
台視退休導播李旼回憶，某年民意代表選舉，民主進步黨群眾由謝長廷與蔡式淵率領，敲鑼打鼓並攜帶一百分貝擴音機，圍住台視廣場，丟擲石頭、棍棒。陳振中豎起眉毛，瞪大雙眼，兩手扠腰，站在台視大樓大門口，大喊：「你們如果是正式拜會，我們歡迎，不過請辦正式手續；否則請你們滾蛋，別妨礙我們辦公！」。李旼表示，陳振中是台視員工公認的好好先生，此事之前「三十多年來沒見他發過脾氣」。台視總經理石永貴深深佩服陳振中的勇氣，不久即派他擔任公共關係組組長。
1988年1月，台視綜藝節目《動感九九》增開單元〈幕後曝光〉，這個單元首先以播音員為對象，主持人陶君薇、羅吉鎮請來時任台視公共關係組組長的陳振中。